# Béat François Placide de la Tour-Châtillon de Zurlauben
Béat François Placide de la Tour-Châtillon de Zurlauben (Zugo, ... – Zugo, 1770) è stato un militare svizzero, divenuto luogotenente generale delle armate francesi al servizio di Luigi XV.

## Biografia
Fu figlio cadetto di Béat Jacques II de la Tour-Châtillon de Zurlauben e servì nei diversi gradi nei reggimenti svizzeri; venne quindi nominato nel 1745, da Luigi XV, luogotenente generale dell'esercito, e nel 1755 venne insignito dell'Ordine di San Luigi.

Combatté nel 1705 alla battaglia di Ramillies, nel 1708 alla battaglia di Oudenaarde e comandò il I Battaglione delle guardie svizzere in Francia nella campagna delle Fiandre dove ebbe alle sue dipendenze il nipote Béat Fidèle Antoine Jean Dominique de la Tour-Châtillon de Zurlauben. Servì come maresciallo di campo all'assedio di Menin, d'Ypres, di Friburgo, d'Oudenaarde, di Dendermonde e seguì Luigi XV nelle campagne dal 1744 al 1747.
Morì nel 1770.